# 보력 (발해)
보력(寶曆)은 발해 문왕(文王)의 두 번째 연호이다. 774년에서 최소 780년까지 사용되었다.
정혜공주묘비에는 문왕의 연호로 보력 4년, 보력 7년이 등장하며, 묘비의 일간지(日干支)를 통해 추산된 보력 원년은 774년이다. 그러나 이후 정효공주묘비, 《일본일사(日本逸史)》 등에 대흥 56년, 대흥 57년의 연호가 다시 등장하는 것으로 보아 보력 연호는 최소 7년(780년), 최대 18년(791년) 동안 사용된 것으로 보인다. 보력 연호 이후에는 다시 대흥(大興) 연호로 고쳤다.

## 연대대조표
| 보력                | 원년       | 2년        | 3년        | 4년        | 5년        | 6년        | 7년        | 8년        | 9년        | 10년       |
| 서력                | 774년      | 775년      | 776년      | 777년      | 778년      | 779년      | 780년      | 781년      | 782년      | 783년      |
| 육십간지 (六十干支) | 갑인(甲寅) | 을묘(乙卯) | 병진(丙辰) | 정사(丁巳) | 무오(戊午) | 기미(己未) | 경신(庚申) | 신유(辛酉) | 임술(壬戌) | 계해(癸亥) |
| 보력                | 11년       | 12년       | 13년       | 14년       | 15년       | 16년       | 17년       | 18년       |            |            |
| 서력                | 784년      | 785년      | 786년      | 787년      | 788년      | 789년      | 790년      | 791년      |            |            |
| 육십간지 (六十干支) | 갑자(甲子) | 을축(乙丑) | 병인(丙寅) | 정묘(丁卯) | 무진(戊辰) | 기사(己巳) | 경오(庚午) | 신미(辛未) |            |            |

## 같이 보기
- 한국의 연호

| 이전연호: | 다음연호: |
| --------- | --------- |
| 대흥      | 대흥      |